# Жулия Лопеш де Алмейда
Жулия Валентина да Силвейра Лопеш де Алмейда (порт. Júlia Lopes de Almeida; 24 сентября 1862, Рио-де-Жанейро — 30 мая 1934, там же) — бразильская писательница, драматург, интеллектуал, аболиционистка, активистка борьбы за права женщин.

## Биография
Дочь португальских иммигрантов, получила хорошее либеральное образование. Переехала в Рио-де-Жанейро, где её дом превратился в место для встреч «художников, интеллектуалов и журналистов».
Будучи женой португальского поэта Филинту де Алмейды, стала одной из первых писателей-романистов в Бразилии. Активно участвовала в движении за права женщин и была участником аболиционистского движения.
Участвовала в создании Бразильской академии литературы в 1897 году.
Скончалась от малярии в возрасте 72 лет.

## Творчество
Благодаря поддержке своего отца-врача, в возрасте 20 лет опубликовала свои первые «crônicas» [«хроники»]. В Лиссабоне, куда её семья перебралась в 1886 году, она встретила своего будущего супруга, а также продолжала заниматься литературным творчеством, не только публикуясь в газетах и альманахах, но и работая над завершением своей первой книги, сборника рассказов «Traços e iluminuras» («Следы и иллюминация»).
Является автором множества работ, в том числе для детей и юношества. Создавала утончённые произведения, с достоинством и точностью описывая проблемы женщин конца девятнадцатого и начала двадцатого века, не избегая при этом сложных и скандальных тематик.
За свою пятидесятилетнюю карьеру писала в самых разных литературных жанрах; однако именно её произведения, написанные под влиянием натуралистов Эмиля Золя и Ги де Мопассана, привлекли внимание читателей и критиков. Входила в число немногочисленных литературных авторов Бразилии XIX века и в своё время считалась одной из самых читаемых среди писателей обоих полов как в Бразилии, так и в Португалии.

## Избранные произведения

### Романы
- Memórias de Marta
- A Família Medeiros , 1891.
- A Viúva Simões, 1895.
- A Falência, 1901.
- A Intrusa , 1908.
- Cruel Amor , 1908.
- Correio da Roça, 1910.
- A Silveirinha. Rio de Janeiro: Francisco Alves, 1914.
- Pássaro Tonto , 1934.

## Пьесы
- A Herança, 1909.
- Teatroa, 1917.
- Quem Não Perdoa,
- Doidos de Amor,
- Nos Jardins de Saul.